# اودا نوبوکاتا

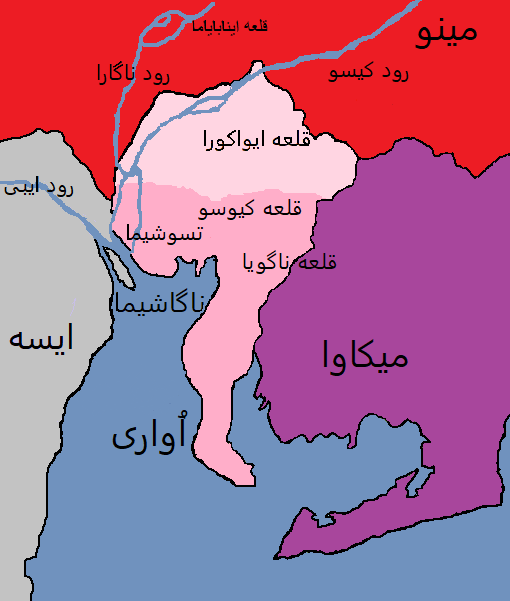
نقشه ولایت اُواری در سال ۱۵۵۵ میلادی، قلعه ایواکورا در قسمت بالایی ولایت و قلعه کیوسو در قسمت پایینی آن قرار دارد.

اودا نوبوکاتا (به ژاپنی: 織田信賢) (زمان تولد و مرگ نامشخص) یک سامورایی در دوره سنگوکو در ولایت اواری و پسر ارشد اودا نوبویاسو بود. در این زمان ولایت اواری بر ۸ بخش تقسیم شده بود و پدر وی شوگودای (معاون فرماندار) چهار بخش بالایی ولایت اواری و مادر وی دختر اودا نوبوسادا (پدربزرگ اودا نوبوناگا) بود. نوبوکاتا بعد از اینکه پدرش برادر کوچکتر او بنام اودا نوبوایه را به جانشینی خود انتخاب کرد، پدر و برادرش را از قلعه ایواکورا راند و خود ارباب قلعه ایواکورا شد. شعبه دیگر خاندان اودا به رهبری اودا نوبوناگا بر ۴ بخش پایین ولایت اواری حکمرانی می‌کردند. وی در این سال با ارباب قلعه سوئه‌موری بنام اودا نوبویوکی (برادر کوچکتر نوبوناگا) و سایتو یوشیتاتسو (برادر زن نوبوناگا) و حکمران جدید ولایت مینو متحد شد. در سال ۱۴۵۸ وی در نبرد اوکینو در مقابل نوبوناگا جنگید اما از وی شکست خورد. سال بعد ۱۴۵۹ قلعه ایواکورا که متعلق به وی بود توسط نیروهای نوبوناگا چندین ماه تحت محاصره قرار گرفت که وی را مجبور به تسلیم کرد. سرنوشت وی بعد از تسلیم مشخص نیست. بنا بر یک فرضیه مجبور به هاراکیری شده است.